# Ислам в Иране
| Ислам в Иране | Ислам в Иране | Ислам в Иране | Ислам в Иране | Ислам в Иране |
| Ислам         |               |               | Процент       |               |
| ------------- | ------------- | ------------- | ------------- | ------------- |
| Шииты         |               |               | 95 %          |               |
| Сунниты       |               |               | 5 %           |               |

Ислам в Иране является государственной религией. Подавляющее большинство иранцев исповедуют ислам. 90-95 % мусульман в Иране — шииты, 5-10 % — сунниты.

## История

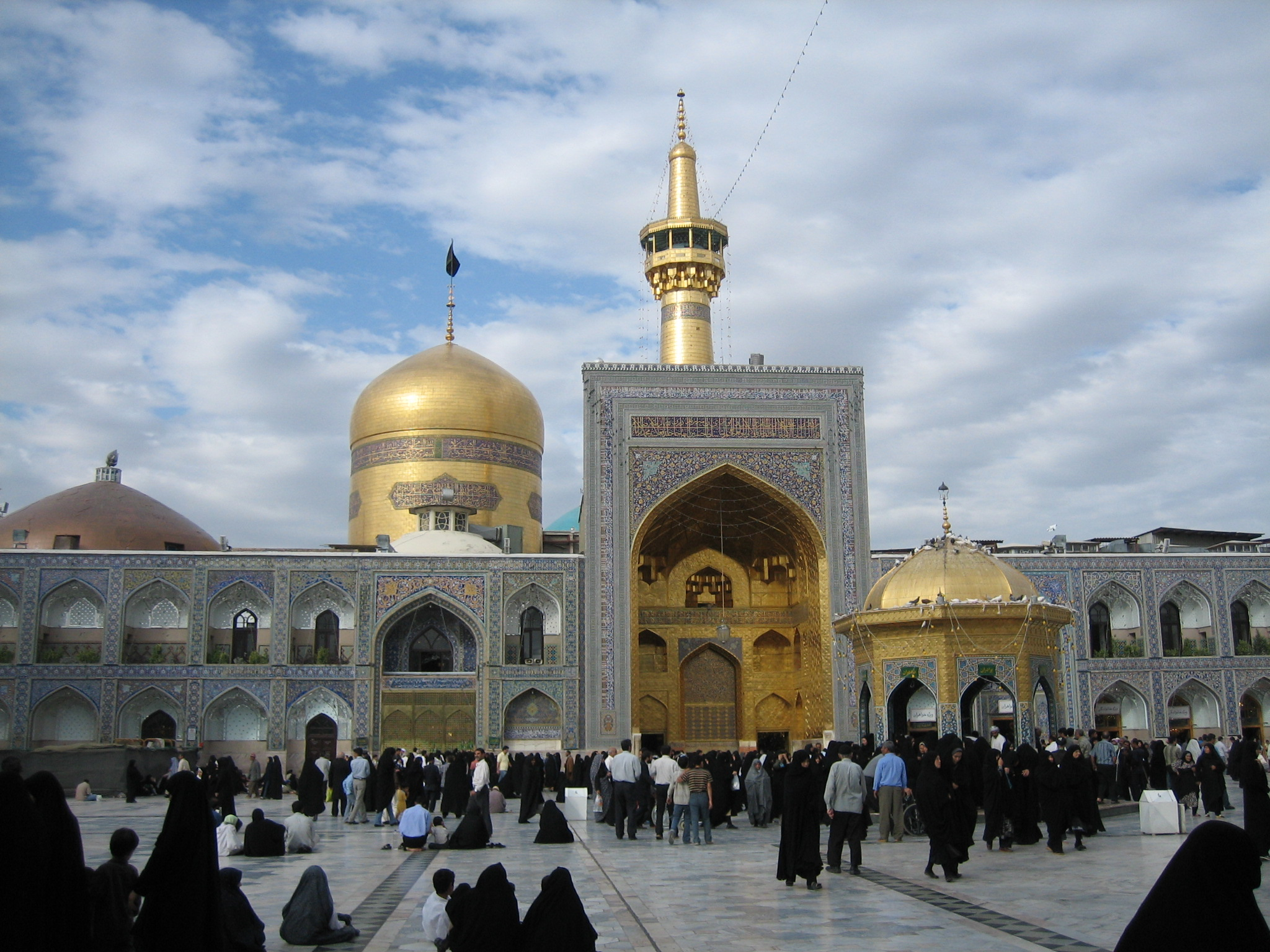
Мавзолей Имама Резы в Мешхеде

Ислам пришёл в Иран вместе с арабскими завоевателями в VII веке. К концу XI века, большинство жителей Ирана стали мусульманами (приняли Ислам). До XVI века большая часть населения Ирана было суннитами. В 1501 году сефевидский шейх Исмаил I провозгласил себя шахом Ирана и создал Сефевидское государство, он объявил иснаашаритское (двунадесятники) направление шиитского ислама государственной религией в созданном им государстве. Кровавые гонения на суннитов, а также на «крайних» шиитов, происходили повсюду, где утвердилась власть Сефевидов. К 1698 году шиизм стал религией большинства населения Ирана.
В первой половине XX века значение ислама в политике Ирана было минимальным, Белая революция, вестернизация и де-исламизация, проводимые шахом Мохаммадом Резой Пехлеви с участием министров — этнических азербайджанцев из общины бахаи, привели к радикализации иранского общества и Исламской революции 1979 года. Иран был преобразован в исламскую республику, и к власти в Совете Исламской Революции и в должности главы государства — рахбара — пришли представители духовенства шиитов-двунадесятников.

## Численность и расселение

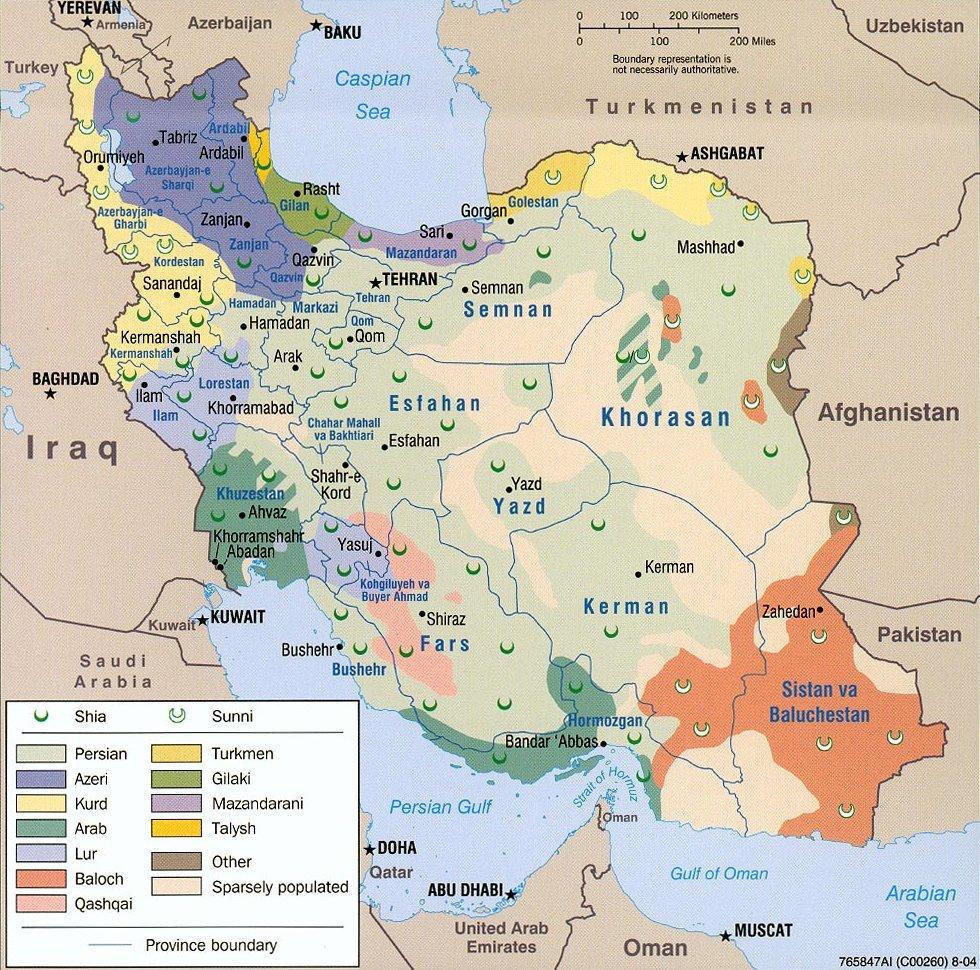
Этно-религиозные группы Ирана

Ислам исповедует 99,4 % иранцев. 90—95 % мусульман в Иране — шииты, 5—10 % — сунниты. Большинство суннитов в Иране курды, луры, туркоманы и белуджи. Проживают сунниты в основном на северо-западе, юге и востоке страны.
Подавляющее большинство шиитов в Иране являются двунадесятниками.